# Джош Клінггоффер
Джошуа Адам Клінггоффер (англ. Joshua Adam Klinghoffer; нар. 3 жовтня 1979, Лос-Анджелес, штат Каліфорнія, США) — американський мультиінструменталіст і продюсер. З жовтня 2009 року по 2019 рік був гітаристом гурту «Red Hot Chili Peppers», змінивши Джона Фрушанте. У віці 32 років Клінггоффер був введений до Зали слави рок-н-ролу разом з гуртом Red Hot Chili Peppers у 2012 році, що зробило його наймолодшим на той час. Він також гастролював з рок-гуртами Pearl Jam та Jane's Addiction.